# Coelorinchus cookianus
Coelorinchus cookianus es una especie de pez de la familia Macrouridae en el orden de los Gadiformes.

## Hábitat
Es un pez de aguas templadas que vive entre 446-1175 m de profundidad.

## Distribución geográfica
Es un endemismo de Nueva Zelanda.